# بخش نارماده
بخش نارماده (به انگلیسی: Narmada district) یک منطقهٔ مسکونی در هند است که در گجرات واقع شده‌است. بخش نارماده ۲٬۷۵۵ کیلومتر مربع مساحت و ۵۹۰٬۲۹۷ نفر جمعیت دارد.